# Ной
 Тази статия е за библейския персонаж.  За филма от 2014 г. вижте Ной (филм).  
Ной (на иврит: נוֹחַ, хакодеш) e старозаветен патриарх, син на Ламех. По време на потопа, описан в Библията и Корана, е избран от Бога да спаси човечеството и животинския свят на построения по Божие откровение Ноев ковчег. Един от великите пророци в исляма.

## Библейска история
Съгласно историята, описана в библейската книга Битие, по времето, докато живял Ной, на земята настъпил тотален разврат. Единствено Ной и семейството му спазвали първоначалната вяра в единия Бог и съответното благочестие. След като греховете на хората се разраснали дотолкова, че Йехова решил да унищожи човечеството чрез всемирен потоп, Той избрал Ной и му наредил да построи ковчег (кораб), в който да качи семейството си (жена си, синовете си Сим, Яфет, Хам и снахите си), както и подбрани животински видове, така че да избегнат предстоящия катаклизъм. След потопа Бог сключва с Ной завет (договор), според който човеците трябва да изпълняват Неговата воля, а Йехова от своя страна няма да унищожава живота на земята. Символ на този договор е небесната дъга. (За легендата за потопа виж тук).
След потопа Ной започва да обработва земята и изобретява изкуството на приготвянето на вино. Веднъж, докато бил опиянен от вино, един от синовете му – Хам, влязал в шатрата, където пияният Ной спял, и се поругал над баща си (видял го гол). Впоследствие Ной го проклина и го поставя в подчинено положение на по-големите му братя.
Според старозаветното описание Ной умира на 950-годишна възраст.

## Синовете на Ной
Според старинните тълкувания на библейския текст, от тримата синове на Ной произлизат днешните човешки раси. От Сим произлизат семитите (евреи, араби), от Яфет – днешните индоевропейски народи, от Хам – африканските народи. Важно е да се знае, че при старинните коментари тези понятия не съвпадат с удостовереното от съвременната наука. Така например египтяните са причислени по чисто идеологически причини към хамитите, въпреки че древният египетски език е по същество семитски. С навлизането на християнството множество народи започват да извличат родословието си от Яфет.

## Ной в различните религии

### Юдаизъм
Класическият юдаизъм рядко излиза в тълкуванията си извън рамките на библейския разказ. Интересно е, че някои юдейски секти разнообразяват същия този разказ с подробности. Едно от преданията гласи, че Хам не просто е видял „голотата на баща си“, но го е и скопил, за да не може Ной да има повече потомци.

### Християнство
Християнството също се придържа към буквалното тълкуване на старозаветната история. В същото време Източното православие и Римокатолицизмът тълкуват Ной като „предобраз“ на Христос, а ноевия ковчег – като предобраз на християнската Църква.

### Ислям
Ной (на арабски: نوح – Нух) е един от великите пророци на исляма, един от защитниците на монотеизма в човешкото общество.
Според Библията първият лозар бил праведният Ной, който след Потопа „почна да обработва земята и насади лозе, и пи вино и се опи и лежеше гол в шатрата си.“ Библейската археология локализира мястото на това лозе в един твърде широк ареал около планината Арарат и в южната част на Кавказ, т.е. на територии днес в Турция, Сирия и Армения.